# 5-я Краинская дивизия
5-я Краинская дивизия НОАЮ (сербохорв. Пета крајишка дивизија НОВЈ / Peta krajiška divizija NOVJ) — воинское соединение НОАЮ, участвовавшее в Народно-освободительной войне Югославии.

## История

### Подчинение
Создана по приказу Верховного штаба НОАЮ 9 ноября 1942 в Гламочко-Поле. В состав бригады вошли 1-я Краинская ударная бригада, 4-я Краинская ударная бригада и 7-я Краинская ударная бригада. До середины октября 1943 года воевала в составе 1-го Боснийского народно-освободительного корпуса (3-го Боснийского корпуса НОАЮ), оперативной дивизионной группы и 1-го Пролетарского корпуса НОАЮ. С 1 января 1945 - в составе югославской 1-й армии.

### Состав
Изначальный состав изменился 7 марта 1943, когда вместо 7-й бригады была включена 10-я Краинская ударная бригада. С февраля по май 1944 года в составе дивизии пребывала итальянская 2-я бригада дивизии  «Гарибальди». С 20 сентября до конца октября 1944 в дивизию входила 21-я Сербская ударная бригада, а с 12 декабря 1944 включена 1-я Югославская добровольческая бригада, сформированная в СССР из югославских партизан-антифашистов и пленных, захваченных в ходе боёв с хорватскими коллаборационистами. 30 ноября 1944 в составе дивизии была создана артиллерийская бригада.

### Боевые действия
Начало боевых действий пришлось на конец ноября — начало декабря 1942 года, во время контрнаступления в долинах рек Саны и Уны против немецко-хорватских войск. В ходе операции «Вайс-1» дивизия разбила 749-й пехотный полк 717-й пехотной дивизии, а во время немецкой операции «Вайс-2» вела успешные оборонительные бои против 7-й дивизии СС «Принц Ойген» и 369-й хорватской дивизии.
В ходе 1943 года дивизия совершила ряд успешных боевых действий, захватив Какань в июне и взяв аэродром Райловац в августе. В декабре 1943 года вела тяжелые бои в Восточной Боснии с частями 5-го горного корпуса СС в ходе немецких антипартизанских операций операции «Шаровая молния» и «Шнеештурм». С 15 марта по 20 мая 1944 года участвовала в прорыве Ударной группы в Сербию весной 1944 года, сражаясь с немецкими и коллаборационистскими частями Сербского добровольческого корпуса, Русского охранного корпуса и четников. С августа 1944 года перешла под непосредственное командование Верховного штаба НОАЮ и под его руководством приняла участие в битвах на Копаонике и Западной Мораве, с октября 1944 по апрель 1945 года воевала на Сремском фронте. 17 января 1945 во время немецкого наступления понесла тяжелые потери. В апреле 1945 года 5-я дивизия участвовала в прорыве Сремского фронта и освобождении Славонски-Брода.